# Pardosa serena
Pardosa serena este o specie de păianjeni din genul Pardosa, familia Lycosidae. A fost descrisă pentru prima dată de L. Koch, 1875.
Este endemică în Egipt. Conform Catalogue of Life specia Pardosa serena nu are subspecii cunoscute.